# Aquablue
Aquablue – francuska seria komiksowa z gatunku science fiction, ukazująca się od 1988 nakładem wydawnictwa Delcourt. Jej autorami są scenarzyści: Thierry Cailleteau (tomy 1–11) i Régis Hautière (tomy 12–16) oraz rysownicy: Olivier Vatine (tomy 1–4), Ciro Tota (tomy 5–9), Stéphane Brangier (tomy 10–11), Renaud Scheidt (tomy 12–15). W Polsce osiem pierwszych tomów serii wydał Egmont Polska.

## Fabuła
Na planecie Aquablue młody przedstawiciel gatunku ludzkiego Nao żyje wśród rybaków, prymitywnych istot pozaziemskich. Zagrożenie dla tej morskiej planety pojawia się, gdy firma ciotki Nao postanawia wykorzystać ciepłe wody oceanu, aby użyć jej do ogrzania Ziemi.

## Tomy
| Tom           | Tytuł i rok wydania polskiego | Tytuł i rok wydania oryginalnego |
| Cykl pierwszy | Cykl pierwszy                 | Cykl pierwszy                    |
| ------------- | ----------------------------- | -------------------------------- |
| 1             | Nao (2001)                    | Nao (1988)                       |
| 2             | Błękitna planeta (2002)       | Planète bleue (1989)             |
| 3             | Megofias (2002)               | Le Mégophias (1990)              |
| 4             | Czarny koral (2003)           | Corail noir (1993)               |
| 5             | Projekt Atalanta (2003)       | Projet Atalanta (1998)           |
| Cykl drugi    |                               |                                  |
| 6             | Biała gwiazda cz. 1 (2001)    | L'Étoile blanche t. 1 (1994)     |
| 7             | Biała gwiazda cz. 2 (2001)    | L'Étoile blanche, t. 2 (1996)    |
| Cykl trzeci   |                               |                                  |
| 8             | Fundacja Aquablue (2004)      | Fondation Aquablue (2001)        |
| 9             |                               | Le Totem des Cynos (2002)        |
| Cykl czwarty  |                               |                                  |
| 10            |                               | Le Baiser d'Arakh (2004)         |
| 11            |                               | La Forteresse de sable (2006)    |
| Cykl piąty    |                               |                                  |
| 12            |                               | Retour aux sources (2011)        |
| 13            |                               | Septentrion (2012)               |
| 14            |                               | Standard-Island (2013)           |
| 15            |                               | Gan Éden (2015)                  |
| 16            |                               | Rakahanga! (2017)                |
| 17            |                               | La nuit de miséricorde (2021)    |
| 18            |                               | Stromboli reloaded (2024)        |
| 19            |                               | Clandestin (2025)                |
| 20            |                               | L'Oeuf de Lochshore (2025)       |

## Nagrody
W 1989 pierwszy tom serii został uhonorowany nagrodą młodzieży na Międzynarodowym Festiwalu Komiksu w Angoulême.